# Phytodietus rubelloides
Phytodietus rubelloides är en stekelart som beskrevs av Loan 1981. Phytodietus rubelloides ingår i släktet Phytodietus och familjen brokparasitsteklar. Inga underarter finns listade i Catalogue of Life.